# Italiotes
Els italiotes (en grec antic Ὶταλιῶται, Italiōtai) eren un poble preromà grecoparlant que vivia a la península Itàlica. Ocupaven el territori comprés entre Nàpols (llavors Partènope, colònia grega) i Sicília, anomenat la Magna Grècia.
Després de ser sotmesos per l'antiga Roma, a partir del segle iii aC, els italiotes van difondre la cultura i la llengua gregues a Roma i a bona part d'Itàlia, en detriment del llatí dels conservadors romans com Cató el Vell. Llavors començà a denominar-se «italiota» qualsevol grup indoeuropeu barrejat amb les poblacions autòctones itàliques (llatins en el cas de Roma). Van establir contactes graduals amb altres pobles de la Mediterrània oriental.
Els graeculi van introduir i van traduir la poesia èpica en la cultura romana i van incorporar llegendes com l'Odissea i convertiren Odisseu en Ulisses, un heroi romà. Igualment, van traduir moltes obres científiques i també les tècniques gregues per elaborar terrissa i altres objectes manufacturats populars. El bilingüisme va ser la norma entre els nobiles. Aquest fenomen es va estendre amb la conquesta de Grècia pels romans.
Durant la República i l'Imperi romans, els italiotes (els descendents dels pobladors grecs) es consideraven diferents dels habitants no grecs de la Itàlia meridional. Els grecànics del sud d'Itàlia n'eren els descendents.